# Medusa
Medusa var en af gorgonerne i den græske mytologi. Hendes ansigt omgivet af slanger endte på den græske gudinde Athenes skjold. Mange kender figuren på hendes hår, der består af slanger.
Medusa var datter af Phorkys og Ketos. Hun havde to søstre og var den eneste dødelige af de tre.
Tidlige fortolkninger af myten fortalte, at Medusa og hendes søstre var født som uhyrer. Senere beskrives Medusa som en køn ung pige, men da Poseidon voldtog hende i Athenes tempel, blev gudinden så vred, at hun forvandlede den mishandlede pige til et uhyre med slangehår.
Medusa blev dræbt af den berømte græske sagnhelt Perseus. Han havde lånt en dølgehjelm af guden Hades. Når han tog den på, blev han usynlig. Desuden lånte han gudinden Pallas Athenes spejlblanke skjold. Derefter red han til verdens ende og fandt Medusa. Hun kunne ikke se ham, fordi han var usynlig, men hun kunne høre, hvor han var. Perseus brugte Pallas Athenes skjold som spejl. Medusa forstenede, da hun så sit frygtelige spejlbillede. Hurtigt trak han sit sværd og huggede hovedet af hende. Blodet, der vældede frem, blev til en snehvid hest med vinger. Det var Pegasus, som Medusa var gået svanger med efter Poseidons voldtægt. Perseus satte Medusas hoved fast i sit bælte og brugte det til at frelse Andromeda fra havuhyret Ketos – Medusas far. Orfikerne så Medusas hoved i fuldmånen. Hun blev en dæmon, der holder andre dæmoner på afstand.